# Wiktor Czełnokow
Wiktor Aleksandrowicz Czełnokow (ros. Виктор Александрович Челноков, ur. 2 stycznia 1948 w Moskwie, zm. 9 lipca 2009 tamże) – radziecki lekkoatleta, wieloboista, medalista mistrzostw Europy z 1969, później lekarz.
Zwyciężył w dziesięcioboju na europejskich igrzyskach juniorów w 1966 w Odessie.
Zdobył brązowy medal w tej konkurencji  na mistrzostwach Europy w 1969 w Atenach, przegrywając jedynie z reprezentantami NRD Joachimem Kirstem i Herbertem Wesselem.
Ukończył studia na Uniwersytecie medycznym im. N.I. Pirogowa. Pracował jako lekarz medycyny sportowej, m.in. w drużynie piłkarskiej klubu Spartak Moskwa.